# Petr Kutal
Petr Kutal, né le 31 août 1988, est un coureur du combiné nordique tchèque. Il a représenté son pays lors des championnats du monde de ski nordique 2015. Il prend sa retraite en avril 2016.

## Biographie
Il termine 3e sur le départ en ligne de l’Universiade de 2009,.
Il n'a pas réussi à intégrer l'équipe tchèque lors des Jeux olympiques de 2014.
Il a représenté son pays lors des championnats du monde de ski nordique 2013 et des championnats du monde de ski nordique 2015.

## Résultats

### Championnats du monde
| Épreuve / Édition  | Épreuve / Édition  | Val di Fiemme 2013               | Falun 2015                       |
| Gundersen          | PT                 | 43e                              | 41e                              |
| Gundersen          | GT                 | -                                | 39e                              |
| Par équipes        | PT                 | -                                | 8e                               |
| Par équipes        | GT                 | Épreuve inexistante à cette date | Épreuve inexistante à cette date |
| Sprint par équipes | Sprint par équipes | -                                | -                                |

- : n'a pas participé à l'épreuve

### Coupe du monde B
| Année     | Classement général final |
| 2008-2009 | 71e                      |
| 2009-2010 | 35e                      |
| 2010-2011 | 75e                      |
| 2011-2012 | 65e                      |
| 2012-2013 | 28e                      |
| 2013-2014 | 45e                      |

### Championnats du monde junior
| Épreuve / Édition    | Épreuve / Édition    | Rovaniemi 2005 | Kranj 2006 | Tarvisio 2007 | Zakopane 2008 |
| Gundersen individuel | Gundersen individuel | 43e            | -          | 62e           | 29e           |
| Sprint               | Sprint               | 35e            | 48e        | 35e           | 38e           |
| Par équipe           | Par équipe           | 3e             | 6e         | 8e            | 8e            |

### Universiade
| Épreuve / Édition | Épreuve / Édition | Harbin 2009 | Erzurum 2011 | Trente 2013 | Štrbské Pleso 2015 |
| Gundersen         | Gundersen         | 13e         | DNS          | 4e          | DNF                |
| Mass start        | Mass start        | 3e          | -            | -           | 12e                |
| Par équipe        | Par équipe        | 5e          | -            | -           | -                  |

### Championnats nationaux

#### Championnat de République tchèque
| Épreuve / Édition | 2005 | 2006 | 2007 | 2008                       | 2009 | 2010 | 2011 | 2012 | 2013 | 2014                          | 2015 |
| Hiver             |      | 8e   | 7e   |                            |      | 5e   | -    |      | 4e   |                               |      |
| Eté               | 5e   | -    | 7e   | 3e (Gundersen) 6e (Sprint) | 3e   | -    | 4e   | 8e   | 2e   | 4e (Gundersen) 5e (Gundersen) |      |

#### Autres championnats nationaux
Petr Kutal a terminé premier du Championnat de Slovaquie de combiné nordique en 2008.
Il a terminé premier du Championnat de Pologne de combiné nordique en 2013 (pl) sur le petit tremplin.